# Tour de França de 2016

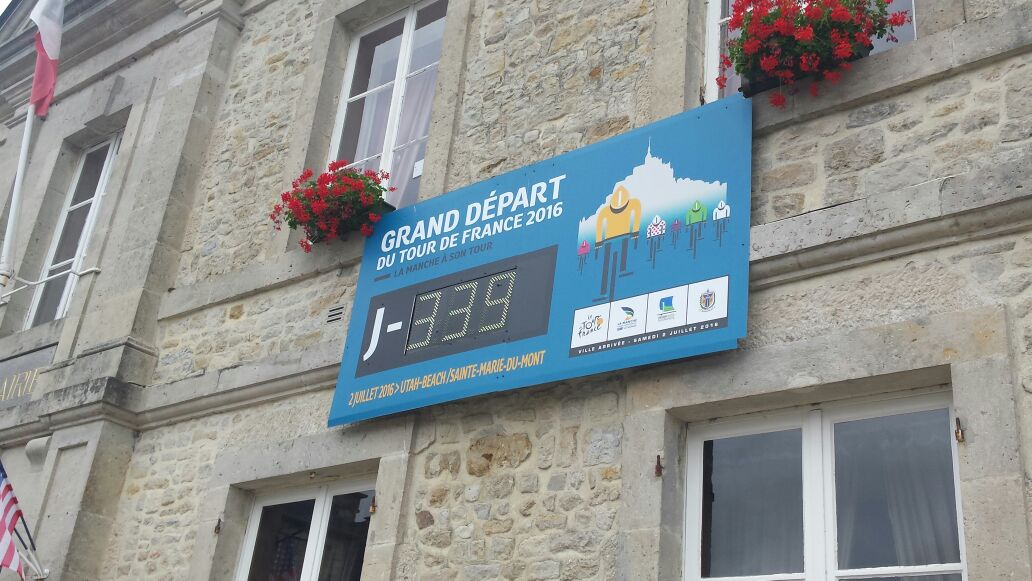
Compta endarrere de l'inici del Tour de França de 2016 a la Manche

El Tour de França de 2016 va ser l'edició 103 del Tour de França. El 24 de novembre de 2014 els organitzadors anunciaren que la cursa començaria al departament francès de Manche per primera vegada a la història de la competició. La cursa també visitava Andorra.
Amb motiu de la presència del Tour a Andorra, s'organitzà una exposició artística d'il·lustracions de Jean-Jacques Sempé al Comú d'Escaldes-Engordany, i es realitzà una exhibició castellera al pas del Tour amb els Castellers d'Andorra, els Castellers de la Sagrada Família i els Castellers de Sant Feliu, on es van veure nombrosos pilars de quatre i la construcció més important va ser el 3 de 7 alçat pels barcelonins.
El vencedor final fou el britànic Chris Froome, del Team Sky, en el que era la seva tercera victòria en la general, segona de consecutiva. En segona posició quedà el francès Romain Bardet (AG2R La Mondiale) i la tercera posició fou per Nairo Quintana (Movistar Team). El classificació de la muntanya va ser pel polonès Rafał Majka (Team Tinkoff), repetint la victòria del 2013. L'eslovac Peter Sagan (Team Tinkoff) guanyà, per cinquè any consecutiu, la Classificació per punts, i també aconseguí el Premi de la combativitat. La Classificació dels joves fou pel britànic Adam Yates (Orica-BikeExchange), i el Movistar Team fou el vencedor de la Classificació per equips.

## Presentació

### Recorregut

#### La primera setmana
La sortida es fa al departament de la Manche, amb el que serà la vint-i-tresena vegada que el Tour visiti aquest departament, però mai ho havia fet per a una sortida. La primera etapa sortirà de Mont-Saint-Michel, on el Tour ja passà el 1990 i 2013, fins a la platja Utah, indret on els aliats desembarcaren el 1944, i que es preveu favorable als esprinadors. La segona etapa té un final accidentat, amb l'arribada a una petita cota de 3a categoria a Cherbourg-en-Cotentin que té rampes de fins al 14%. La tercera i quarta etapes són molt llargues i totalment planes, camí del massís Central, on es correrà la cinquena etapa. Aquesta cinquena etapa serà la primera de muntanya, amb sis ports, tres d'ells en els darrers 30 km. La cursa continuarà cap al sud en la següent etapa, abans d'afrontar les etapes pirinenques a partir de la setena etapa.
La primera de les etapes pirinenques surt de L'Isla de Baish, al Gers, per anar a buscar el coll d'Aspin pel seu vessant més dur, com a única dificultat del dia, abans d'arribar al Llac de Payolle. La segona etapa pirinenca unirà Pau i Banhèras de Luishon, tot passant pels colls del Tourmalet, de l'Hourquette d'Ancizan, de Val Louron-Azet i de Pèira Sorda. La tercera i darrera etapa de la setmana es disputarà entre la Vall d'Aran i Andorra, amb el pas pel port de la Bonaigua, el Cantó, la Comella i Beixalís, abans d'arribar a l'estació d'Ordino-Arcalís. L'endemà hi haurà el primer dels dies de descans.

#### La segona setmana
El dimarts 12 de juliol es reprendrà la cursa amb una etapa entre Escaldes-Engordany i Revèl. Només sortir es passarà pel port d'Envalira, que corona a 2.409 metres i és el punt més alt de la cursa, per la qual cosa rep el souvenir Henri-Desgrange. Amb tot, la resta d'etapa és totalment plana, amb sols una petita cota de tercera a manca de 7 km per l'arribada. Després d'una nova etapa plana, entre Carcassona i Montpeller, el 14 de juliol, Festa Nacional francesa, s'arribarà fins al Ventor. L'endemà tindrà lloc la primera contrarellotge individual d'aquesta edició, entre Lo Borg de Sant Andiòu i Valon. El dissabte 16 hi haurà una nova oportunitat pels esprintadors, abans que el diumenge es disputi una etapa d'alta muntanya pel massís del Jura, amb el pas pel coll de Grand Colombier, al voltant del qual es fa un circuit i es puja pels dos vessants. Abans del segon dia de descans els ciclistes hauran d'afrontar una etapa plana que els durà fins a Berna, Suïssa.

### Equips participants
Al Tour de França, en tant que prova World Tour, hi prenen part els 18 equips ProTour i l'organitzador convida quatre equips continentals per acabar de completar els 22 equips. Aquests quatre equips foren fets públics el 2 de març de 2016:
| Núm.    | Codi | Equip                 |
| ------- | ---- | --------------------- |
| 1-9     | SKY  | Team Sky              |
| 11-19   | MOV  | Movistar Team         |
| 21-29   | AST  | Astana Qazaqstan Team |
| 31-39   | TNK  | Team Tinkoff          |
| 41-49   | ALM  | AG2R La Mondiale      |
| 51-59   | TLJ  | Team LottoNL-Jumbo    |
| 61-69   | TFS  | Trek-Segafredo        |
| 71-79   | IAM  | IAM Cycling           |
| 81-89   | CPT  | Cannondale-Drapac     |
| 91-99   | BMC  | BMC Racing Team       |
| 101-109 | DDD  | Dimension Data        |

| Núm.    | Codi | Equip                  |
| ------- | ---- | ---------------------- |
| 111-119 | TGA  | Team Giant-Alpecin     |
| 121-129 | FDJ  | FDJ                    |
| 131-139 | BOA  | Bora-Argon 18          |
| 141-149 | KAT  | Team Katusha           |
| 151-159 | LAM  | Lampre-Merida          |
| 161-169 | LTS  | Lotto Soudal           |
| 171-179 | DEN  | Direct Énergie         |
| 181-189 | EQS  | Etixx-Quick Step       |
| 191-199 | COF  | Cofidis                |
| 201-209 | OGE  | Orica-BikeExchange     |
| 211-219 | FVC  | Fortuneo-Vital Concept |

## Etapes
| Etapa     | Data      | Ciutats d'etapa                                 | type                      | Distància (km) | Vencedor de l'etapa     | Líder de la general |
| --------- | --------- | ----------------------------------------------- | ------------------------- | -------------- | ----------------------- | ------------------- |
| 1a etapa  | 2 de jul  | Mont Saint-Michel – Platja Utah                 | etapa plana               | 188            | Mark Cavendish          | Mark Cavendish      |
| 2a etapa  | 3 de jul  | Saint-Lô – Cherbourg-en-Cotentin                | etapa accidentada         | 183            | Peter Sagan             | Peter Sagan         |
| 3a etapa  | 4 de jul  | Granville – Angers                              | etapa plana               | 223,5          | Mark Cavendish          | Peter Sagan         |
| 4a etapa  | 5 de jul  | Saumur – Llemotges                              | etapa plana               | 237,5          | Marcel Kittel           | Peter Sagan         |
| 5a etapa  | 6 de jul  | Llemotges – Le Lioran                           | etapa de mitja muntanya   | 216            | Greg Van Avermaet       | Greg Van Avermaet   |
| 6a etapa  | 7 de jul  | Arpajon de Cera – Montalban                     | etapa plana               | 190,5          | Mark Cavendish          | Greg Van Avermaet   |
| 7a etapa  | 8 de jul  | Illa Jordà – Lac de Payolle                     | etapa de muntanya         | 162,5          | Steven Cummings         | Greg Van Avermaet   |
| 8a etapa  | 9 de jul  | Pau – Banhèras de Luishon                       | etapa de muntanya         | 184            | Christopher Froome      | Christopher Froome  |
| 9a etapa  | 10 de jul | Vielha e Mijaran – Ordino Arcalís               | etapa de muntanya         | 184,5          | Tom Dumoulin            | Christopher Froome  |
| 10a etapa | 12 de jul | Escaldes-Engordany – Revèl                      | etapa de mitja muntanya   | 197            | Michael Matthews        | Christopher Froome  |
| 11a etapa | 13 de jul | Carcassona – Montpeller                         | etapa plana               | 162,5          | Peter Sagan             | Christopher Froome  |
| 12a etapa | 14 de jul | Montpeller – chalet Reynard                     | etapa de muntanya         | 178            | Thomas De Gendt         | Christopher Froome  |
| 13a etapa | 15 de jul | Lo Borg Sant Andiòu – Gruta Chauvet 2 - Ardèche | contrarellotge individual | 37,5           | Tom Dumoulin            | Christopher Froome  |
| 14a etapa | 16 de jul | Montelaimar – Villars-les-Dombes                | etapa plana               | 208,5          | Mark Cavendish          | Christopher Froome  |
| 15a etapa | 17 de jul | Bourg-en-Bresse – Culoz                         | etapa de muntanya         | 160            | Jarlinson Pantano Gómez | Christopher Froome  |
| 16a etapa | 18 de jul | Moirans-en-Montagne – Berna                     | etapa accidentada         | 209            | Peter Sagan             | Christopher Froome  |
| 17a etapa | 20 de jul | Berna – Finhaut                                 | etapa de muntanya         | 184,5          | Ilnur Zakarin           | Christopher Froome  |
| 18a etapa | 21 de jul | Sallanches – Megève                             | contrarellotge individual | 17             | Christopher Froome      | Christopher Froome  |
| 19a etapa | 22 de jul | Albertville – Saint-Gervais-les-Bains           | etapa de muntanya         | 146            | Romain Bardet           | Christopher Froome  |
| 20a etapa | 23 de jul | Megève – Morzena                                | etapa de muntanya         | 146,5          | Ion Izagirre Insausti   | Christopher Froome  |
| 21a etapa | 24 de jul | Chantilly – París                               | etapa plana               | 113            | André Greipel           | Christopher Froome  |

## Classificacions finals

### Classificació general
| \| Classificació general \| Classificació general \| Classificació general \| Classificació general \| Classificació general \| \| Corredor \| Corredor \| Equip \| Temps \| \| \| --------------------- \| --------------------------- \| --------------------- \| --------------------- \| --------------------- \| \| 1r \| Christopher Froome \| Team Sky \| 89h 04' 48" \| \| \| 2n \| Romain Bardet \| AG2R La Mondiale \| + 4' 05" \| \| \| 3r \| Nairo Quintana Rojas \| Movistar Team \| + 4' 21" \| \| \| 4t \| Adam Yates \| Orica-BikeExchange \| + 4' 42" \| \| \| 5è \| Richie Porte \| BMC Racing Team \| + 5' 17" \| \| \| 6è \| Alejandro Valverde Belmonte \| Movistar Team \| + 6' 16" \| \| \| 7è \| Joaquim Rodríguez i Oliver \| Katusha \| + 6' 58" \| \| \| 8è \| Louis Meintjes \| Lampre-Merida \| + 6' 58" \| \| \| 9è \| Daniel Martin \| Etixx-Quick Step \| + 7' 04" \| \| \| 10è \| Roman Kreuziger \| Tinkoff \| + 7' 11" \| \| |                             |                    |             |
| |                             |                    |             |
| Fonts: ProCyclingStats Cycling Quotient |                             |                    |             |
| Classificació general |                             |                    |             |
| Corredor | Corredor                    | Equip              | Temps       |
| 1r | Christopher Froome          | Team Sky           | 89h 04' 48" |
| 2n | Romain Bardet               | AG2R La Mondiale   | + 4' 05"    |
| 3r | Nairo Quintana Rojas        | Movistar Team      | + 4' 21"    |
| 4t | Adam Yates                  | Orica-BikeExchange | + 4' 42"    |
| 5è | Richie Porte                | BMC Racing Team    | + 5' 17"    |
| 6è | Alejandro Valverde Belmonte | Movistar Team      | + 6' 16"    |
| 7è | Joaquim Rodríguez i Oliver  | Katusha            | + 6' 58"    |
| 8è | Louis Meintjes              | Lampre-Merida      | + 6' 58"    |
| 9è | Daniel Martin               | Etixx-Quick Step   | + 7' 04"    |
| 10è | Roman Kreuziger             | Tinkoff            | + 7' 11"    |

### Altres classificacions
|   | Ciclista           | Equip              | Punts |
| - | ------------------ | ------------------ | ----- |
| 1 | Peter Sagan        | Team Tinkoff       | 470   |
| 2 | Marcel Kittel      | Etixx-Quick Step   | 228   |
| 3 | Michael Matthews   | Orica-BikeExchange | 199   |
| 4 | André Greipel      | Lotto-Soudal       | 178   |
| 5 | Alexander Kristoff | Team Katusha       | 172   |

|   | Ciclista          | Equip        | Punts |
| - | ----------------- | ------------ | ----- |
| 1 | Rafał Majka       | Team Tinkoff | 209   |
| 2 | Thomas De Gendt   | Lotto-Soudal | 130   |
| 3 | Jarlinson Pantano | IAM Cycling  | 121   |
| 4 | Ilnur Zakarin     | Team Katusha | 84    |
| 5 | Rui Costa         | Lampre       | 76    |

|   | Ciclista         | Equip               | Temps        |
| - | ---------------- | ------------------- | ------------ |
| 1 | Adam Yates       | Orica-BikeExchange  | 89h 09' 30"  |
| 2 | Louis Meintjes   | Lampre-Merida       | + 2'16"      |
| 3 | Emanuel Buchmann | Bora-Argon 18       | + 42'58"     |
| 4 | Warren Barguil   | Team Giant-Alpecin  | + 47'32"     |
| 5 | Wilco Kelderman  | Team Lotto NL-Jumbo | + 1h 19' 56" |

|   | Equip            | Temps        |
| - | ---------------- | ------------ |
| 1 | Movistar Team    | 267h 20' 45" |
| 2 | Team Sky         | + 8' 14"     |
| 3 | BMC Racing Team  | + 48' 11"    |
| 4 | AG2R La Mondiale | + 56' 50"    |
| 5 | Astana Pro Team  | + 1h 16' 58" |

### UCI World Tour
El Tour de França atorga punts per l'UCI World Tour 2016 sols als ciclistes dels equips de categoria World Tour.
| Posició               | 1r  | 2n  | 3r  | 4t  | 5è  | 6è | 7è | 8è | 9è | 10è | 11è | 12è | 13è | 14è | 15è | 16è | 17è | 18è | 19è | 20è |
| Classificació general | 200 | 150 | 120 | 110 | 100 | 90 | 80 | 70 | 60 | 50  | 40  | 30  | 24  | 20  | 16  | 12  | 10  | 8   | 6   | 4   |
| Per etapa             | 20  | 10  | 6   | 4   | 2   |    |    |    |    |     |     |     |     |     |     |     |     |     |     |     |

## Evolució de les classificacions
Al Tour de França de 2016 hi ha quatre classificacions individuals principals, així com una classificació per equips. La més important és la Classificació general, que es calcula a partir de la suma de temps dels ciclistes en finalitzar les diferents etapes. El ciclista amb un menor temps acumulat és el líder de la cursa, i és identificat amb un mallot groc; el vencedor d'aquesta classificació és considerat el vencedor del Tour. El 2016 s'estableixen unes bonificacions de temps de 10, 6 i 4 segons en l'arribada de les etapes en línia.
La Classificació per punts es premia amb un mallot verd. En aquesta classificació els ciclistes aconsegueixen punts segons la seva classificació en acabar l'etapa, així com en els esprints intermedis. El ciclista que aconsegueix més punts és el líder de la classificació i és identificat amb un mallot verd.
En la classificació de la muntanya s'atorguen punts als ciclistes que passen primer pels diferents ports de muntanya que hi ha durant el recorregut. L'organització categoritza els ports com a ports de categoria especial, primera, segona, tercera i quarta categoria. El ciclista que aconsegueix més punts és identificat amb un mallot blanc a punts vermells.
La Classificació dels joves, identificat amb un mallot blanc, és calculada de la mateixa forma que la classificació general, però en aquesta classificació sols hi poden prendre part els nascuts a partir de 1991.
La Classificació per equips es calcula a partir de la suma de temps dels tres millors ciclistes de cada equip en cada etapa. L'equip que aconsegueix un menor temps és el vencedor. Els ciclistes de l'equip són identificats amb un dorsal i casc de color groc.
A banda, s'entrega el premi a la combativitat. Després de cada etapa el ciclista més combatiu rep un reconeixement per part d'un jurat. L'endemà aquest ciclista durà el dorsal de color vermell penjat al seu mallot. En acabar el Tour de França el ciclista que ha rebut més vots durant totes les etapes és reconegut com el més combatiu.
| Etapa | Vencedor          | Classificació general | Classificació per punts | Classificació de la muntanya | Classificació dels joves | Classificació per equips | Premi de la combativitat         |
| ----- | ----------------- | --------------------- | ----------------------- | ---------------------------- | ------------------------ | ------------------------ | -------------------------------- |
| 1     | Mark Cavendish    | Mark Cavendish        | Mark Cavendish          | Paul Voss                    | Edward Theuns            | Lotto Soudal             | Anthony Delaplace                |
| 2     | Peter Sagan       | Peter Sagan           | Peter Sagan             | Jasper Stuyven               | Julian Alaphilippe       | Orica-BikeExchange       | Jasper Stuyven                   |
| 3     | Mark Cavendish    | Peter Sagan           | Mark Cavendish          | Jasper Stuyven               | Julian Alaphilippe       | Orica-BikeExchange       | Thomas Voeckler                  |
| 4     | Marcel Kittel     | Peter Sagan           | Peter Sagan             | Jasper Stuyven               | Julian Alaphilippe       | Orica-BikeExchange       | Oliver Naesen                    |
| 5     | Greg Van Avermaet | Greg Van Avermaet     | Peter Sagan             | Thomas De Gendt              | Julian Alaphilippe       | BMC Racing Team          | Thomas De Gendt                  |
| 6     | Mark Cavendish    | Greg Van Avermaet     | Mark Cavendish          | Thomas De Gendt              | Julian Alaphilippe       | BMC Racing Team          | Yukiya Arashiro                  |
| 7     | Steve Cummings    | Greg Van Avermaet     | Mark Cavendish          | Thomas De Gendt              | Adam Yates               | BMC Racing Team          | Vincenzo Nibali                  |
| 8     | Chris Froome      | Chris Froome          | Mark Cavendish          | Rafał Majka                  | Adam Yates               | BMC Racing Team          | Thibaut Pinot                    |
| 9     | Tom Dumoulin      | Chris Froome          | Mark Cavendish          | Thibaut Pinot                | Adam Yates               | Movistar Team            | Tom Dumoulin                     |
| 10    | Michael Matthews  | Chris Froome          | Peter Sagan             | Thibaut Pinot                | Adam Yates               | BMC Racing Team          | Peter Sagan                      |
| 11    | Peter Sagan       | Chris Froome          | Peter Sagan             | Thibaut Pinot                | Adam Yates               | BMC Racing Team          | Arthur Vichot                    |
| 12    | Thomas De Gendt   | Chris Froome          | Peter Sagan             | Thomas De Gendt              | Adam Yates               | BMC Racing Team          | Thomas De Gendt                  |
| 13    | Tom Dumoulin      | Chris Froome          | Peter Sagan             | Thomas De Gendt              | Adam Yates               | BMC Racing Team          | sense premi                      |
| 14    | Mark Cavendish    | Chris Froome          | Peter Sagan             | Thomas De Gendt              | Adam Yates               | BMC Racing Team          | Jérémy Roy                       |
| 15    | Jarlinson Pantano | Chris Froome          | Peter Sagan             | Rafał Majka                  | Adam Yates               | Movistar Team            | Rafał Majka                      |
| 16    | Peter Sagan       | Chris Froome          | Peter Sagan             | Rafał Majka                  | Adam Yates               | Movistar Team            | Julian Alaphilippe i Tony Martin |
| 17    | Ilnur Zakarin     | Chris Froome          | Peter Sagan             | Rafał Majka                  | Adam Yates               | Movistar Team            | Jarlinson Pantano                |
| 18    | Chris Froome      | Chris Froome          | Peter Sagan             | Rafał Majka                  | Adam Yates               | Movistar Team            | sense premi                      |
| 19    | Romain Bardet     | Chris Froome          | Peter Sagan             | Rafał Majka                  | Adam Yates               | Movistar Team            | Rui Costa                        |
| 20    | Ion Izagirre      | Chris Froome          | Peter Sagan             | Rafał Majka                  | Adam Yates               | Movistar Team            | Jarlinson Pantano                |
| 21    | Andre Greipel     | Chris Froome          | Peter Sagan             | Rafał Majka                  | Adam Yates               | Movistar Team            | sense premi                      |
| Final | Final             | Chris Froome          | Peter Sagan             | Rafał Majka                  | Adam Yates               | Movistar Team            | Peter Sagan                      |